# Аклейн, Иван Иванович
Аклейн (Акелейн) Иван Иванович (около 1730—после 1778) — иностранец на службе в Российском императорском флоте, участник русско-турецкой войны 1768—1774 годов, Патрасского сражения, капитан 1 ранга, награжден орденом Святого Георгия 4 степени.

## Биография
Аклейн Иван Иванович 12 апреля 1770 года был принят из датской службы в российскую в чине капитана 2-го ранга. Аклейн владел пятью языками: датским, немецким, французским и голландским. Был назначен командиром 54-пушечного линейного корабля «Город Архангельск», который входил в составе кронштадтской эскадры под командованием контр-адмирала В. Я. Чичагова принимал участие в практических плаваниях в Балтийском море от Кронштадта до острова Готланд
В 1771 году назначен командиром 72-пушечного корабля «Святой Климент Папа Римский», на котором в сентябре в составе эскадры находился в практическом плавании в Балтийском море до острова Готланд. В октябре того же года назначен командиром 80-пушечного корабля «Чесма», плавал в Балтийском море.

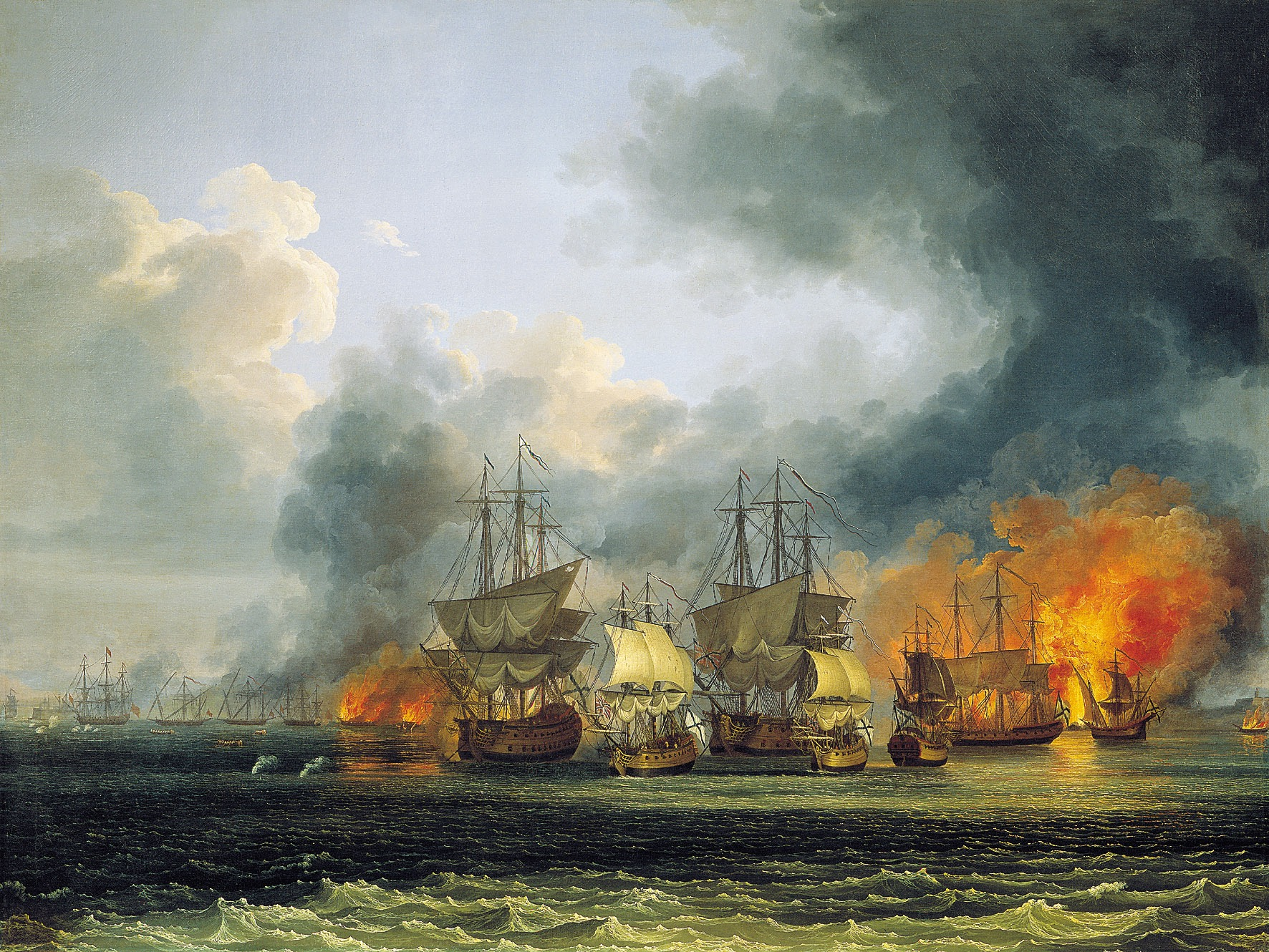
Картина Я. Ф. Хаккерта «Сражение у города Патрас в 1772 году»

Принимал участие в русско-турецкой войне 1768—1774 годов. Командовал 80-пушечным линейным кораблем «Чесма», на котором 8 мая 1772 года во главе Четвёртой Архипелагской эскадры под флагом контр-адмирала В. Я. Чичагова вышел из Ревеля и перешёл с Балтики в Средиземное море, пройдя по маршруту Копенгаген — Ла-Манш — Гибралтар — Порт-Магон — Ливорно, где Чичагов сдал командование эскадрой капитану 1-го ранга Михаилу Тимофеевичу Коняеву
26—28 октября 1872 года участвовал в Патрасском сражении русской эскадры под командованием капитана бригадирского ранга М. Т. Коняева с турецкой дульционитской эскадрой, за которое капитан флота И. И. Аклейн был награждён орденом Святого Георгия 4-го класса (№ 232) — 26 ноября 1773 года.
В 1773 году назначен командиром 66-пушечного корабля «Ростислав», плавал в Архипелаге. В ноябре 1773 года пришёл в Аузу, где весной килевался. В декабре 1774 года во главе эскадры под флагом контр-адмирала Х. М. Базбаля вышел из Ливорно в Россию, в августе 1775 года прибыл в Кронштадт.
7 июля 1776 года произведён в капитаны 1 ранга. В июле 1777 года участвовал в Высочайшем смотре судов на Кронштадтском рейде Екатериной II. После этого получил 4-х месячный отпуск с содержанием и ему был выделен малый фрегат для доставки домой на родину. После возвращения из отпуска командовал тем же кораблем, плавал у форта Красной горки, в эскадре вице-адмирала С. К. Грейга.
7 января 1778 года уволен от службы тем же чином. Дальнейшая судьба неизвестна.